# Copa América de 2021 - Grupo A
O Grupo A da Copa América de 2021, 47ª edição desta edição realizada quadrienalmente pela Confederação Sul-Americana de Futebol (CONMEBOL), reuniu as seleções da Argentina, da Bolívia, do Uruguai, do Chile e Paraguai. A seleção catariana estava prevista para participar do torneio, porém foi retirada da competição devido ao adiantamento dos jogos para as Eliminatórias da Ásia. Os componentes deste grupo foram definidos por sorteio realizado em 3 de dezembro de 2019, na cidade de Cartagena, na Colômbia.
Os jogos deste grupo estavam previstas para serem realizados em quatro cidades colombianas. Porém, no dia 20 de maio de 2021, a Colômbia anunciou que não irá mais receber as competições devido a crise política ocasionada pelas manifestações contra o governo local. Em 31 de maio, é anunciado que as competições irão acontecer no Brasil.

## Equipes
| Inscrição            | Seleção   | Participação | Melhor resultado anterior                                                                           |
| -------------------- | --------- | ------------ | --------------------------------------------------------------------------------------------------- |
| A1 (cabeça-de-chave) | Argentina | 43ª          | Campeão (1921, 1925, 1927, 1929, 1937, 1941, 1945, 1946, 1947, 1955, 1957, 1959, 1991 e 1993)       |
| A2                   | Bolívia   | 28ª          | Campeão (1963)                                                                                      |
| A3                   | Uruguai   | 45ª          | Campeão (1916, 1917, 1920, 1923, 1924, 1926, 1935, 1942, 1956, 1959, 1967, 1983, 1987, 1995 e 2011) |
| A4                   | Chile     | 40ª          | Campeão (2015 e 2016)                                                                               |
| A5                   | Paraguai  | 38ª          | Campeão (1953 e 1979)                                                                               |

## Estádios
| Rio de Janeiro Goiânia Cuiabá BrasíliaCopa América de 2021 - Grupo A (Brasil) | Rio de Janeiro Goiânia Cuiabá BrasíliaCopa América de 2021 - Grupo A (Brasil) | Brasília                                    |
| ----------------------------------------------------------------------------- | ----------------------------------------------------------------------------- | ------------------------------------------- |
| Rio de Janeiro Goiânia Cuiabá BrasíliaCopa América de 2021 - Grupo A (Brasil) | Rio de Janeiro Goiânia Cuiabá BrasíliaCopa América de 2021 - Grupo A (Brasil) | Estádio Nacional de Brasília Mané Garrincha |
| Rio de Janeiro Goiânia Cuiabá BrasíliaCopa América de 2021 - Grupo A (Brasil) | Rio de Janeiro Goiânia Cuiabá BrasíliaCopa América de 2021 - Grupo A (Brasil) | Capacidade: 69 349                          |
| Rio de Janeiro Goiânia Cuiabá BrasíliaCopa América de 2021 - Grupo A (Brasil) | Rio de Janeiro Goiânia Cuiabá BrasíliaCopa América de 2021 - Grupo A (Brasil) |                                             |
| Rio de Janeiro Goiânia Cuiabá BrasíliaCopa América de 2021 - Grupo A (Brasil) | Rio de Janeiro Goiânia Cuiabá BrasíliaCopa América de 2021 - Grupo A (Brasil) | Cuiabá                                      |
| Rio de Janeiro Goiânia Cuiabá BrasíliaCopa América de 2021 - Grupo A (Brasil) | Rio de Janeiro Goiânia Cuiabá BrasíliaCopa América de 2021 - Grupo A (Brasil) | Arena Pantanal                              |
| Rio de Janeiro Goiânia Cuiabá BrasíliaCopa América de 2021 - Grupo A (Brasil) | Rio de Janeiro Goiânia Cuiabá BrasíliaCopa América de 2021 - Grupo A (Brasil) | Capacidade: 44 097                          |
| Rio de Janeiro Goiânia Cuiabá BrasíliaCopa América de 2021 - Grupo A (Brasil) | Rio de Janeiro Goiânia Cuiabá BrasíliaCopa América de 2021 - Grupo A (Brasil) |                                             |
| Rio de Janeiro                                                                | Goiânia                                                                       |                                             |
| Estádio Olímpico Nilton Santos                                                | Estádio Olímpico Pedro Ludovico Teixeira                                      |                                             |
| Capacidade: 44 661                                                            | Capacidade: 13 500                                                            |                                             |
|                                                                               |                                                                               |                                             |

## Classificação
|  | Equipes classificadas para a fase final |
|  | Equipes eliminadas                      |

| Pos | Equipe    | Pts | J | V | E | D | GP | GC | SG | Classificado           |
| --- | --------- | --- | - | - | - | - | -- | -- | -- | ---------------------- |
| 1   | Argentina | 10  | 4 | 3 | 1 | 0 | 7  | 2  | +5 | Avança para Fase Final |
| 2   | Uruguai   | 7   | 4 | 2 | 1 | 1 | 4  | 2  | +2 | Avança para Fase Final |
| 3   | Paraguai  | 6   | 4 | 2 | 0 | 2 | 5  | 3  | +2 | Avança para Fase Final |
| 4   | Chile     | 5   | 4 | 1 | 2 | 1 | 3  | 4  | −1 | Avança para Fase Final |
| 5   | Bolívia   | 0   | 4 | 0 | 0 | 4 | 2  | 10 | −8 | Eliminados             |

## Jogos

### Argentina vs. Chile
| 14 de junho | Argentina | 1 – 1  | Chile      | Estádio Mané Garrincha, Brasília |
| 18h (UTC-3) | Messi 33' | Súmula | Vargas 57' | Árbitro: COL Wilmar Roldán       |

### Paraguai vs. Bolívia
| 14 de junho | Paraguai                                     | 3 – 1  | Bolívia            | Estádio Olímpico, Goiânia |
| 21h (UTC-3) | Alejandro Romero 62' · Ángel Romero 65', 80' | Súmula | Saavedra 10' (pen) | Árbitro: PER Diego Haro   |

### Chile vs. Bolívia
| 18 de junho | Chile        | 1 – 0 | Bolívia | Arena Pantanal, Cuiabá         |
| 18h (UTC-4) | Brereton 10' |       |         | Árbitro: ESP Jesús Gil Manzano |

### Argentina vs. Uruguai
| 18 de junho | Argentina     | 1 – 0 | Uruguai | Estádio Mané Garrincha, Brasília    |
| 21h (UTC-3) | Rodríguez 13' |       |         | Árbitro: BRA Wilton Pereira Sampaio |

### Uruguai vs. Chile
| 21 de junho | Uruguai    | 1 – 1 | Chile      | Arena Pantanal, Cuiabá     |
| 17h (UTC-4) | Suárez 65' |       | Vargas 26' | Árbitro: BRA Raphael Claus |

### Argentina vs. Paraguai
| 21 de junho | Argentina | 1 – 0 | Paraguai | Estádio Mané Garrincha, Brasília |
| 21h (UTC-3) | Gómez 10' |       |          | Árbitro: VEN Jesús Valenzuela    |

### Bolívia vs. Uruguai
| 24 de junho | Bolívia | 0 – 2 | Uruguai                           | Arena Pantanal, Cuiabá     |
| 17h (UTC-4) |         |       | Quinteros 40' (g.c.) · Cavani 79' | Árbitro: COL Wilmar Roldán |

### Chile vs. Paraguai
| 24 de junho | Chile | 0 – 2 | Paraguai                                      | Estádio Mané Garrincha, Brasília |
| 21h (UTC-4) |       |       | Braian Samudio 33' · Miguel Almirón 58' (pen) | Árbitro: VEN Alexis Herrera      |

### Bolívia vs. Argentina
| 28 de junho | Bolívia      | 1 – 4 | Argentina                                      | Arena Pantanal, Cuiabá    |
| 20h (UTC-4) | Saavedra 60' |       | Gómez 6' · Messi 33' (pen), 42' · Martínez 65' | Árbitro: COL Andrés Rojas |

### Uruguai vs. Paraguai
| 28 de junho | Uruguai          | 1 – 0 | Paraguai | Estádio Nilton Santos, Rio de Janeiro |
| 21h (UTC-3) | Cavani 21' (pen) |       |          | Árbitro: BRA Raphael Claus            |